# Luiz Shinohara
Luiz Juniti Shinohara (29 de agosto de 1954) es un deportista brasileño que compitió en judo. Ganó tres medallas en los Juegos Panamericanos entre los años 1975 y 1983, y dos medallas en el Campeonato Panamericano de Judo en los años 1978 y 1984.

## Palmarés internacional
| Juegos Panamericanos    | Juegos Panamericanos      | Juegos Panamericanos | Juegos Panamericanos |
| Año                     | Lugar                     | Medalla              | Categoría            |
| ----------------------- | ------------------------- | -------------------- | -------------------- |
| 1975                    | Ciudad de México (México) | Medalla de bronce    | –63 kg               |
| 1979                    | San Juan (Puerto Rico)    | Medalla de oro       | –60 kg               |
| 1983                    | Caracas (Venezuela)       | Medalla de plata     | –60 kg               |
| Campeonato Panamericano |                           |                      |                      |
| Año                     | Lugar                     | Medalla              | Categoría            |
| 1978                    | Buenos Aires (Argentina)  | Medalla de bronce    | –60 kg               |
| 1984                    | Ciudad de México (México) | Medalla de oro       | –60 kg               |